# لوکاس واتکویاک
لوکاس واتکویاک (انگلیسی: Lukas Watkowiak؛ زادهٔ ۶ مارس ۱۹۹۶) بازیکن فوتبال اهل آلمان است.
از باشگاه‌هایی که در آن بازی کرده‌است می‌توان به باشگاه فوتبال ماینتس ۰۵ اشاره کرد.